# Szczelina w Tomanowym Grzbiecie VI
Szczelina w Tomanowym Grzbiecie VI – jaskinia w Dolinie Kościeliskiej w Tatrach Zachodnich. Wejście do niej znajduje się w Tomanowym Grzbiecie od strony Wąwozu Kraków, powyżej Kazalnicy i Szczeliny w Tomanowym Grzbiecie V, na wysokości 1818 metrów n.p.m. Długość jaskini wynosi 6 metrów, a jej deniwelacja 5 metrów.

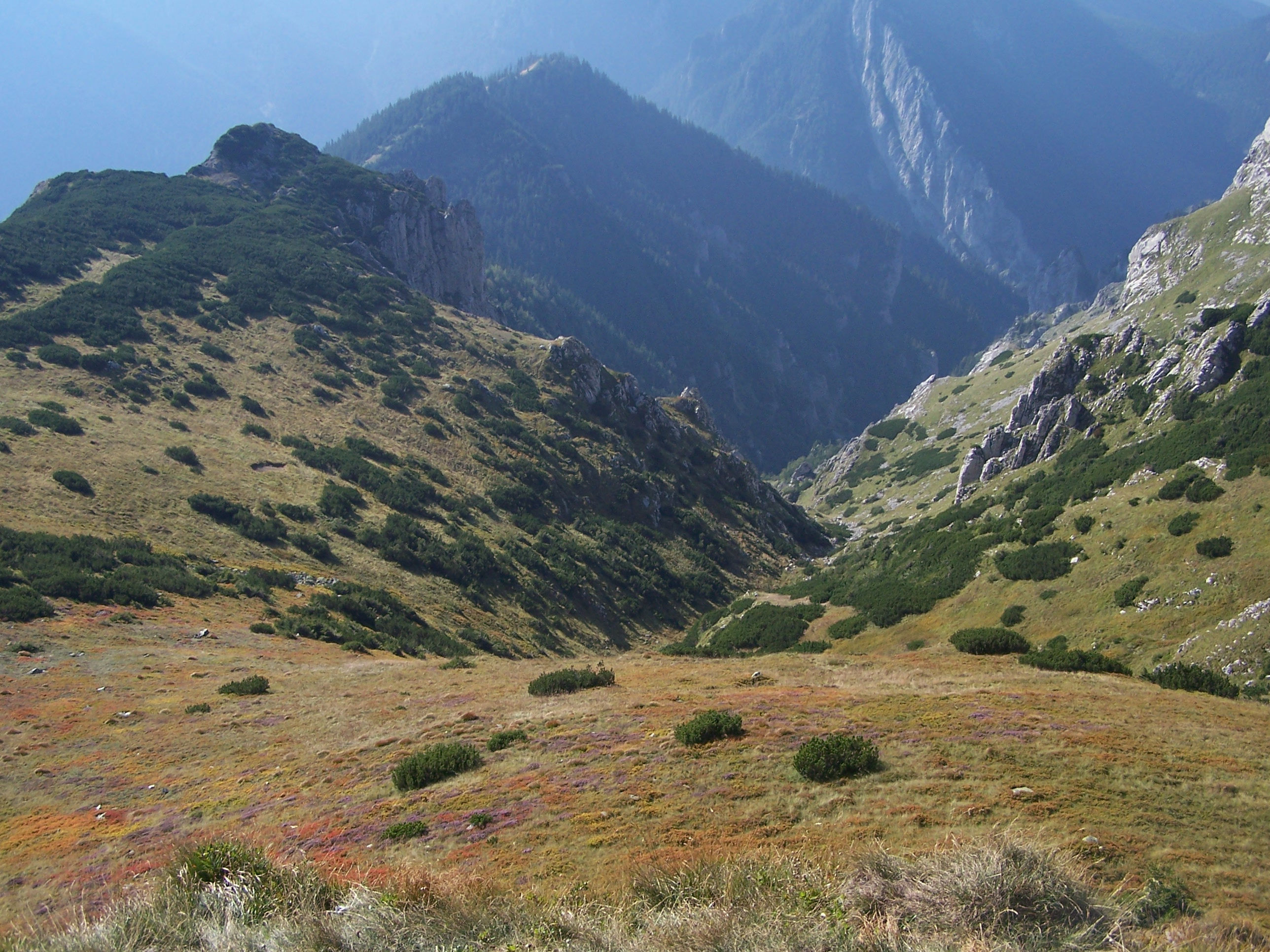
Tomanowy Grzbiet i górna część Wąwozu Kraków

## Opis jaskini
Jaskinię stanowi idący stromo do góry, szczelinowy korytarz zaczynający się w wysokim. szczelinowym otworze wejściowym, a kończący zawaliskiem. 

## Przyroda
W jaskini brak jest nacieków. Ściany są wilgotne, rosną na nich porosty i glony.

## Historia odkryć
Jaskinia była znana od dawna. Jej pierwszy plan i opis sporządziła I. Luty przy pomocy J. Iwanickiego (jr) w 1994 roku.